# Karma Phuntsok Namgyal
Karma Phuntsok Namgyal (tibetà:ཀར་མ་ཕུན་ཚོགས་རྣམ་རྒྱལ་, wylie: Kar-ma Phun-tshogs Rnam-rgyal) va ser un governant Tsang de la dinastia Tsangpa entre els anys 1611 i 1620. Va nàixer el 1587, i va morir de verola, amb la seua muller, el 1631. També va ser el governant més important del Tibet de la seua dinastia fins a la fi de la mateixa el 1642.

## Biografia
Sa mare fou Ponsa Yar Gyama (wylie: Dpon sa Yar rgyan ma). Hom hi afirma que va rebre ensenyaments del Dalai-lama de Mongòlia, Yonten Gyatso.
Ell i el seu fill i successor Karma Tenkyong Wangpo es van oposar a l'escola Gelug del Dalai Lama. Ngawang Lobsang Gyatso, cinqué Dalai Lama, va enviar tres missions als mongols per demanar ajuda al Qoshot Güshi Khan, per defensar-se d'aquests reis.
En l'any del drac de metall (1609), la jerarquia Karma (pa) va designar a Phuntshog Namgyal, el seu fill Karma Tankyong Wangpo, per liderar l'exèrcit Tsang cap a la regió de Ü, però veient que els genets mongols havien vingut a protegir l'església dels cascs grocs, es van rendir per por.
En 1611, any de l'ratolí d'aigua, va sotmetre a Gyal-Khar-tae (actual Gyangtse) i Byang (l'extrem nord de la província de Tsang), prenent així el control de tot el Tsang i se li va conèixer com a rei de Tsang o Tsang Gyal. Era la primera vegada que el poble del Karma va marxar al capdavant d'un exèrcit victoriós, i es va convertir per la mateixa raó en un senyor temporal i espiritual.
En 1618, en un context de rivalitat creuada, els Karmapa que van partir del Tsang van envair Lhasa i van deixar el turó al voltant del monestir de Drepung cobert pels cossos dels monjos massacrats. Durant els següents 20 anys, els Karamapa van regnar de manera suprema, obligant a molts monestirs Gelug a convertir-se. Aquell mateix any es va crear el Codi de 16 articles ", que va servir de llei al Tibet fins a 1959.
Va convidar al dècim Karmapa, Chöying Dorje, a visitar Lhasa.
El seu fill, Karma Tenkyong Wangpo, el va succeir  el 1620.
El 1631, va atacar la regió de Ü (part oriental del Tibet central) en Yarlö, per expulsar a Dakpo Kurap Namgyel.